# Bascanichthys fijiensis
Bascanichthys fijiensis är en fiskart som först beskrevs av Seale, 1935.  Bascanichthys fijiensis ingår i släktet Bascanichthys och familjen Ophichthidae. Inga underarter finns listade.